# Памятник Клименту Тимирязеву (Москва, Тимирязевская улица)
Па́мятник Клименту Тимирязеву — бюст учёному-естествоиспытателю, специалисту по физиологии растений Клименту Тимирязеву. Установлен в 1924 году на территории парка Московской сельскохозяйственной академии. Авторами проекта являются скульптор Мария Страховская и архитектор С. Г. Чернышёв. В 1960-м памятник взяли под государственную охрану.
Бронзовый бюст установлен на четырёхгранный постамент из красного гранита с надписями из трудов учёного: «Только наука и демократия, только знание и труд, вступив в свободный, тесный союз, всё превозмогут, всё пересоздадут на благо всего человечества» и «Большевики, проводящие ленинизм, работают для счастья народа и приведут его к счастью. Я всегда был Ваш и с Вами (большевиками)».